# Międzynarodowy Festiwal Komiksu w Angoulême
Międzynarodowy Festiwal Komiksu w Angoulême (franc. Festival International de la Bande Dessinée d'Angoulême) to największy festiwal komiksowy w Europie, organizowany corocznie od 1974 roku w Angoulême we Francji.
Każdego roku Wielka Nagroda Miasta Angoulême (Grand Prix de la ville d'Angoulême) przyznawana jest jednemu autorowi za całokształt twórczości lub a dokonania na polu rozwoju komiksu.
Nagrody na festiwalu przyznawane są w następujących kategoriach:
- Nagroda za najlepszy komiks
- Nagroda publiczności
- Nagroda za scenariusz
- Nagroda za rysunek
- Nagroda za najlepszy debiut
- Nagroda za najlepszą serię komiksową
- Nagroda dziedzictwa
- Nagroda młodych od 9 do 12 lat
- Nagroda młodych od 7 do 8 lat
- Nagroda za najlepszy fanzin komiksowy
- Nagroda dla najbardziej obiecującego twórcy
- Nagroda dla najlepszego komiksu reklamowego
- Nagroda im. René Goscinnego